# Ekhe-Burkhan Corona
L'Ekhe-Burkhan Corona è una struttura geologica della superficie di Venere.